# 機場號列車
- 關於來往成田機場的快速列車，列車名稱為「機場成田」，請見「橫須賀·總武快速線」。
- 關於航空運輸與鐵路運輸之間協作的一種聯合運輸方式，請見「機場聯絡軌道系統」。

機場（日语： Eapodo */?）號列車是北海道旅客鐵道（JR北海道）行走新千歲機場站至札幌站或小樽站之間，途經千歲線與函館本線的快速列車。在札幌近郊路線圖中以■「A」表示。

## 概要
在1988年3月新千歲機場落成之際，機場接駁列車行走千歲機場站（現時為南千歲站）、苫小牧站至札幌站之間快速「機場Liner」開始運行，為「機場」號列車的前身。在1992年7月，新千歲機場客運大樓落成，同時千歲機場站至新千歲機場站之間開業，列車行走區間延長至新千歲機場站，並且大幅增加班次及改列車名為「機場」。

## 運行狀況
行走新千歲機場站至札幌站之間列車最高時速為120 km/h，所需時間37分鐘（早上與晚間部分列車除外），早上8時至下午8時在新千歲機場出發，以及早上8時至下午7時在札幌出發的班次為15分鐘一班。除了前往機場乘客，此服務也服務沿線城市前往札幌的通勤、學生乘客。
列車編號以以下規則編定：
- 編號為3位或2位數（「機場xxx號」），百位和十位為新千歲機場站或札幌站出發時間的小時數，個位為出發次序。下行以單數順序編排，1小時四班列車的情況下，個位數則為1至7，而上行雙數順序編排，則為0-6（例如：新千歲機場出發在下午4時時段（16時）第1班車為「161號」，札幌出發上午8時時段第1班為「80號」）[注釋 2]。
- 在日間1小時共有4往返班次，其中2往返班次行走新千歲機場站-札幌站-小樽站之間（30分鐘一班），其餘2往返班次則行走新千歲機場站-札幌站之間。在札幌站前往新千歲機場的列車的候車月台統一為5或6號月台，該月台距離檢票口最近。
- 在早上與晚間（在早上6時至晚上9時及晚上8時至11時於札幌站出發）出發的列車，在札幌站以西區間為普通列車（各站停車），另外同時也有來往機場至手稻站或札沼線（學園都市線）當別站之列車。
- 若果發生航班延誤，飛機延遲到新千歲機場，往札幌的尾班列車快速「機場」227號（列車編號3987M。在晚上10時53分於新千歲機場出發）可延遲出發。但若尾班列車準時出發，將會有臨時普通列車前往手稻，但乘客則不能夠轉乘其他列車前往機場至手稻站以外的車站。

### 停車站
新千歲機場站 - 南千歲站 - 千歲站 - 惠庭站 - 北廣島站 - 新札幌站 - （白石站） - 札幌站 - 琴似站 - 手稻站 - 小樽築港站 - 南小樽站 - 小樽站
- 上行列車於早上和下行列車於晚上加停白石站
- 部分列車在札幌站至手稻站、小樽站之間為普通列車（各站停車）
- 部分列車來往學園都市線當別站（札幌站至當別站之間為普通列車，各站停車）

### 使用列車與編成
來往札幌站、手稻站、小樽站、當別站的列車使用721系電聯車（3000・4000・5000番台）及733系電聯車（3000番台）共通運用。為3門列車6卡編成，721系（近郊型列車）的座位主要為可轉換式座位，733系（通勤型列車）為橫向座位，使兩列列車的載客量不同。
- 全部列車的4號車廂為指定席（u座位（日语：uシート））。u座位除了車費外，另外加530日圓才可乘車。座位指定券可在綠色窗口，以及新千歲機場站、札幌站之等主要車站的指定席售票機購買。指定席售票機可以使用Kitaca及Suica等智能卡（IC卡），部分位於新千歲機場站的一般售票機也可購買。當列車以普通列車運行時，u座位則變成全車自由席。
- 在785系、789系投入服務前，在1992年至2002年之間，以781系電聯車運行。也有來往旭川站的L特急「丁香」運行快速「機場」。而行走新千歲機場站至札幌站之間部分列車（2002年3月時間表修正前，90號與197號）也會使用781系運行。
- 在1997年3月22日的時間表修正後，早上部分班次曾使用711系電聯車（全車自由席）。

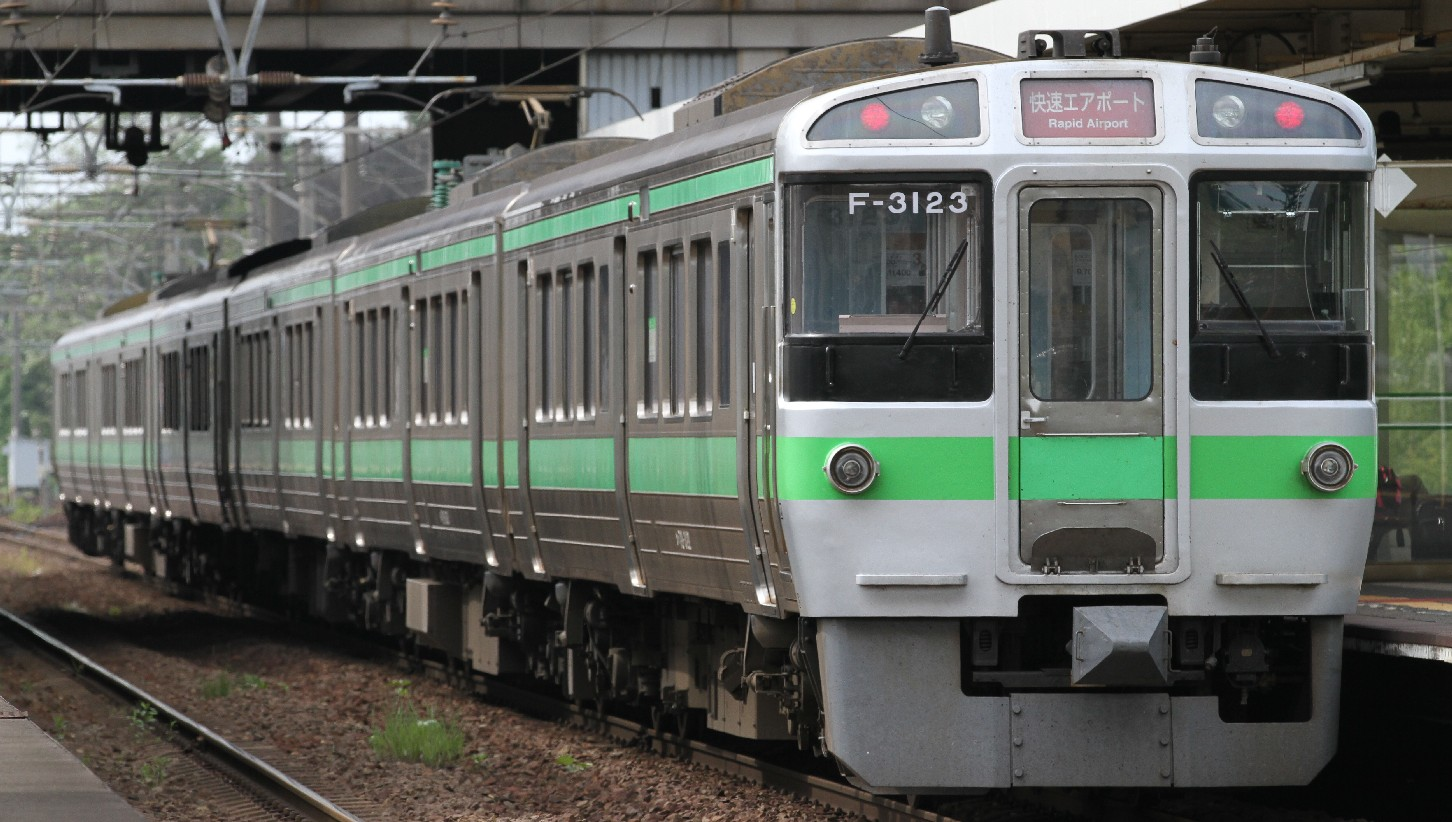
721系3000番台
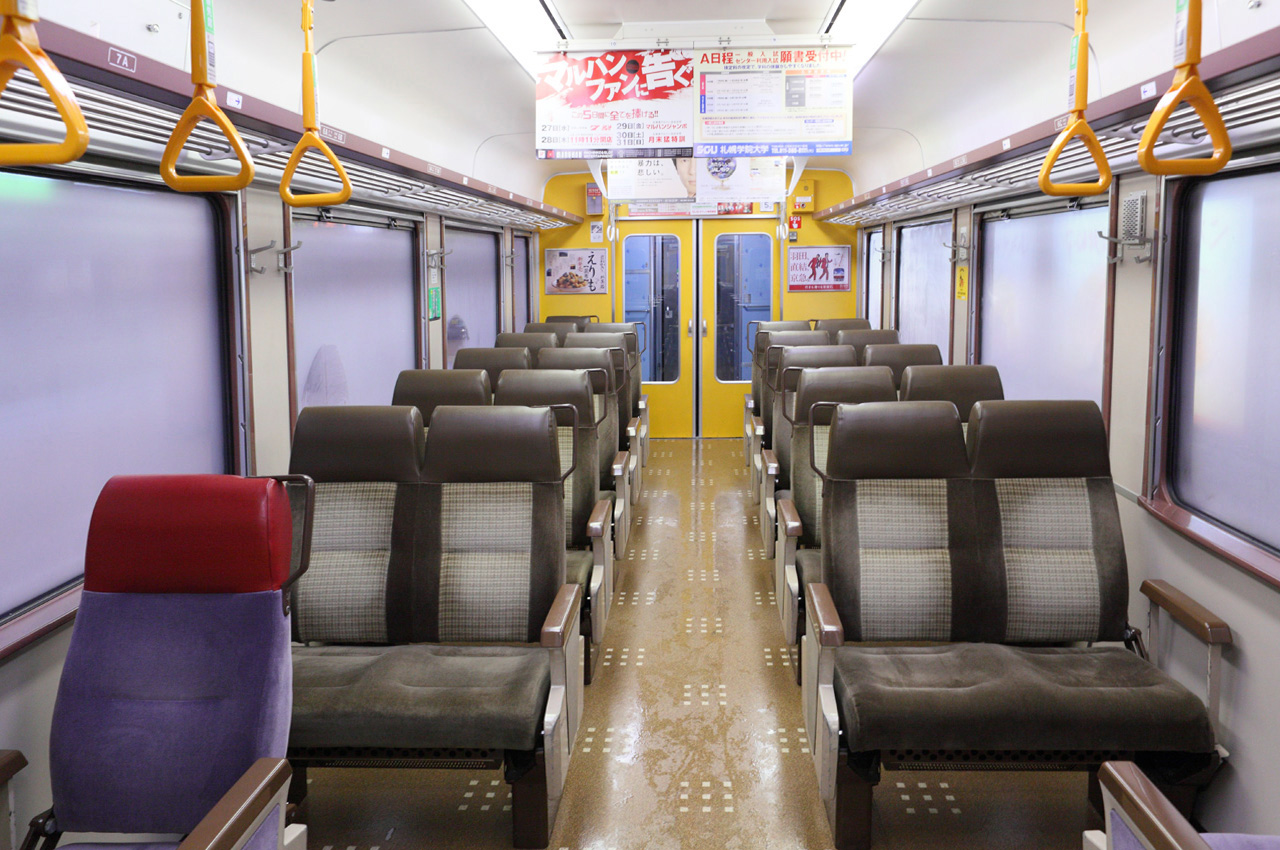
721系的自由席
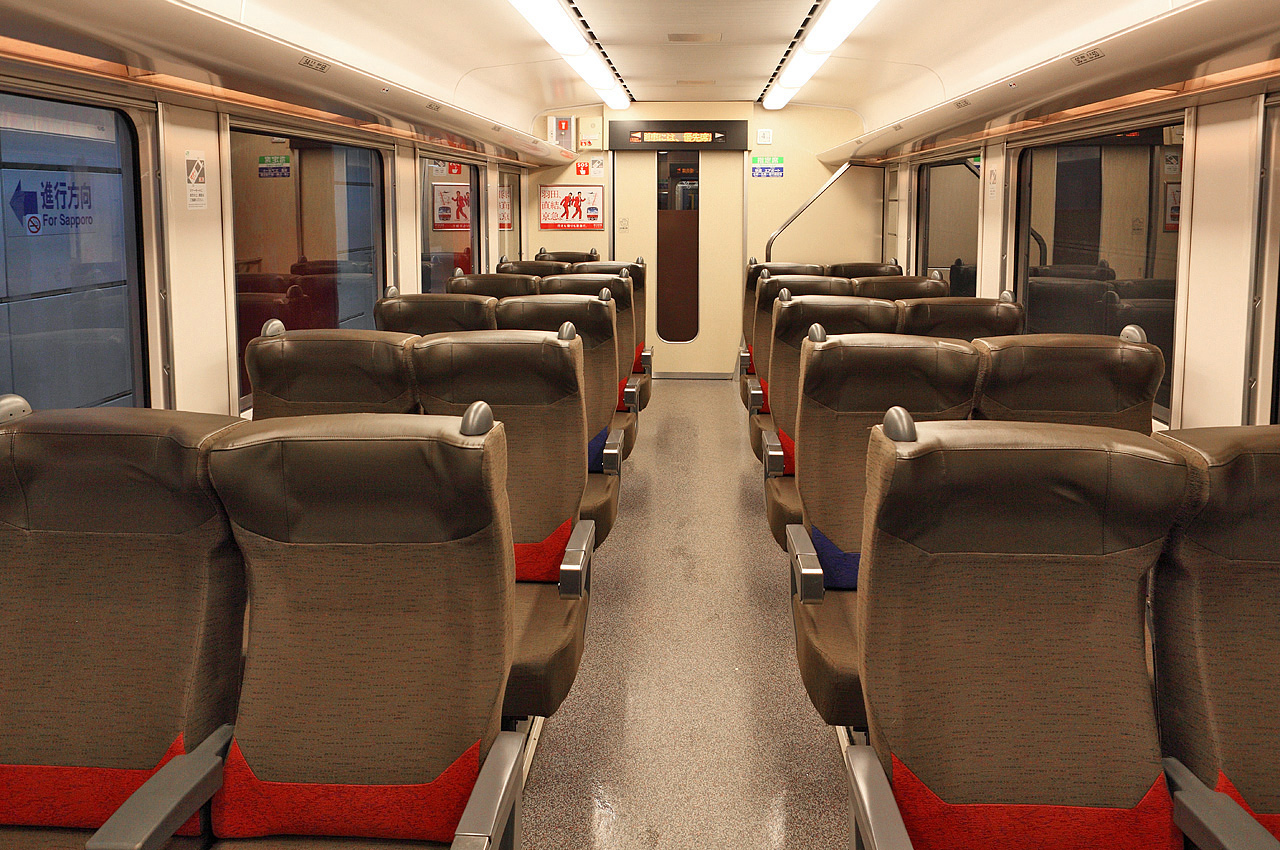
721系4號車的指定席「u座位」
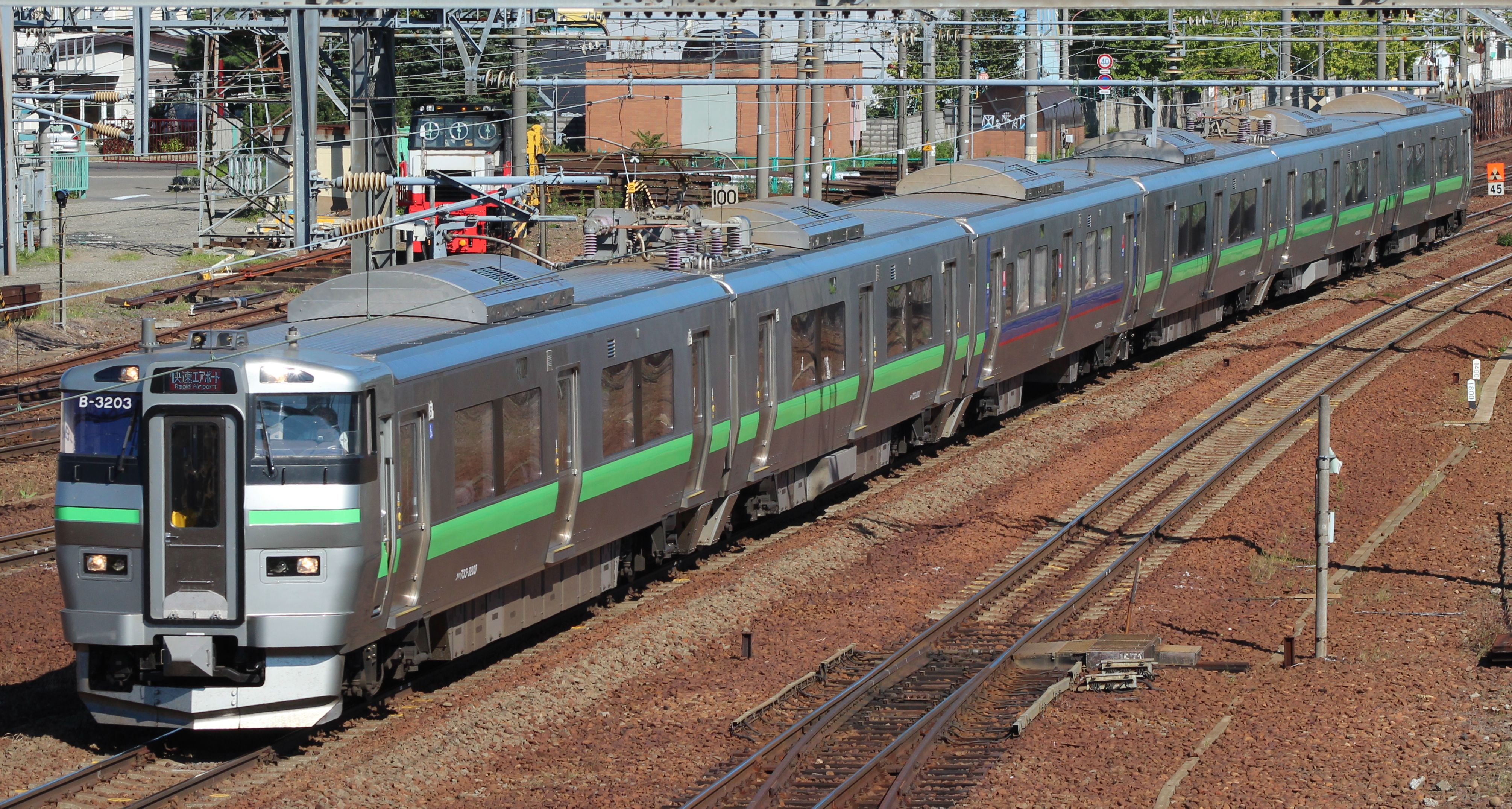
733系3000番台
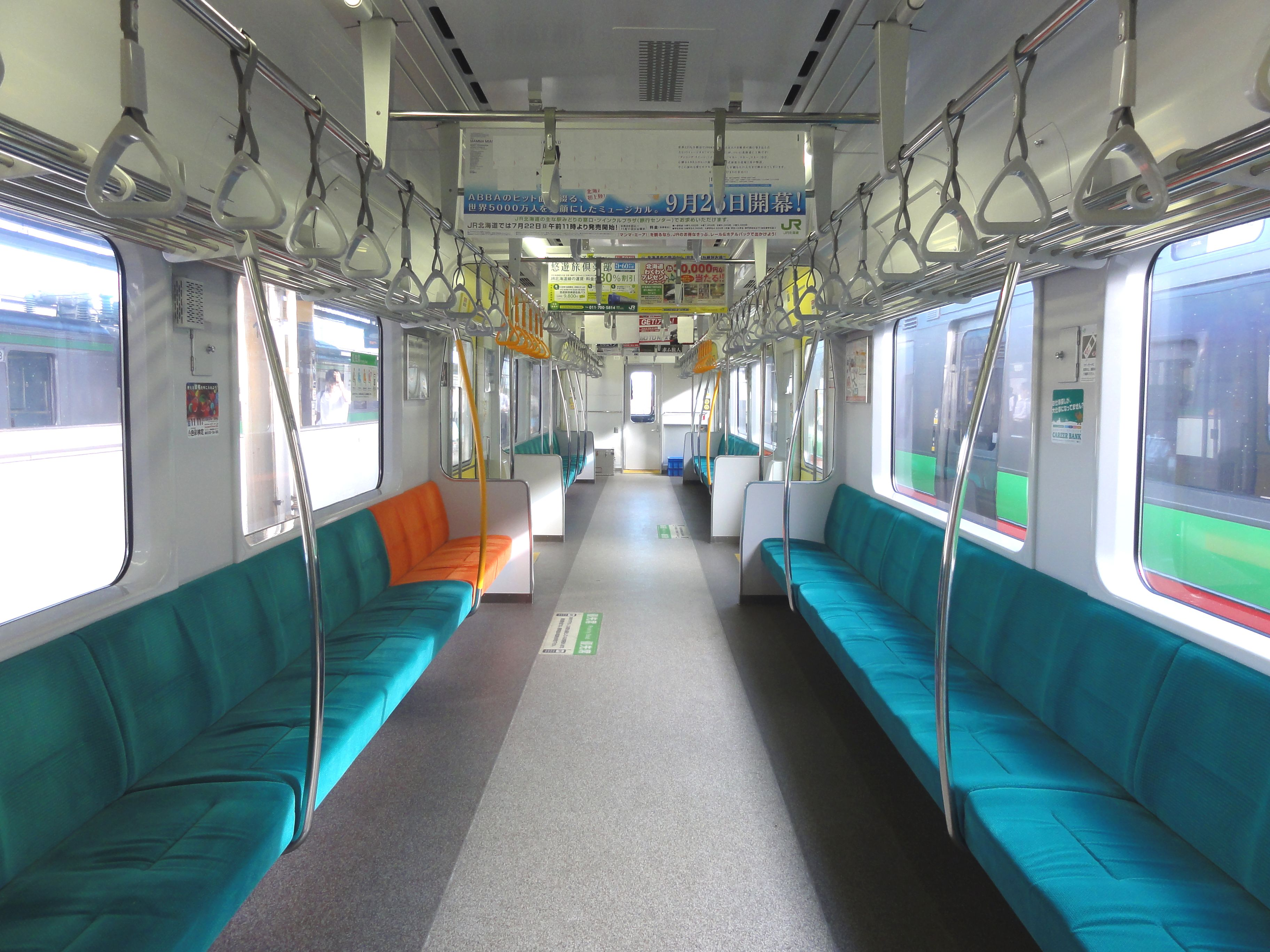
733系的自由席

## 沿革
- 1980年（昭和55年）10月1日：千歲機場站（現時為南千歲站）開業，同日時間表修正後，行走札幌站至千歲機場站之間快速列車開始運行，使用711系，每日共3往返班次。
- 1988年（昭和63年）3月13日：設定來往札幌至千歲機場的快速列車名為「機場快車」。同時，行走該區間但本來沒有被冠名的列車也名為「空港ライナー」。
  - 停車站有以下兩組：
    - 札幌站 - 白石站 - 新札幌站 - 北廣島站 - 千歲站 - 千歲機場站 - 沼之端站 - 苫小牧站（全日運行，大部分以千歲機場站為終點站。在苫小牧站以西區間為各站停車）
    - 札幌站 - 新札幌站 - 北廣島站 - 島松站 - 惠野站 - 惠庭站 - 長都站 - 千歲站 - 千歲機場站（主要在早上與晚上運行）

  - 來往小樽站的快速列車名為「海洋快車」。
- 1992年（平成4年）7月1日：新千歲機場的新千歲機場站開業，列車名改名為「機場」，每15分鐘一班。L特急「丁香」中札幌站至室蘭站區間分離至「鈴蘭」，另外L特急「丁香」直通至快速「機場」行走札幌站至新千歲機場站之間。
- 1997年（平成9年）3月22日：當日的時間表修正，增加列車班次，早上部分列車暫定使用711系電聯車。在711系運行時，全車自由席。
- 1998年（平成10年）12月8日：當日起以721系運行之列車車頭標誌不再掛上"Airport"字樣。
- 2000年（平成12年）
  - 3月11日：因應札幌站至小樽站之間之快速「海洋快車」廢止，來往小樽站的「機場」增加班次。來往小樽站的班次日間由60分鐘一班加密至30分鐘一班。並加停琴似站。
  - 11月上旬：使用721系運行快速「機場」開始連結「u座位」[4]。u座位在4號車一半部分。u座位本來只限新千歲機場站至札幌站之間使用（札幌站至小樽站之間為自由席），更變至由小樽站起開始使用。
- 2001年（平成13年）7月1日：L特急「丁香」與快速「機場」的781系開始連結「u座位」[5]。u座位在4號車一半部分。
- 2002年（平成14年）3月16日：當日的時間表修正，有以下變更[6]：
  - 最高時速提升至130km/h，加停惠庭站。
  - 行走旭川站至新千歲機場站之間，在特急運行區間之列車由L特急「丁香」（781系電聯車）變為L特急「超級白箭」（785系電聯車）。
  - 785系電聯車中的「u座位」使用新車モハ785形500番台、モハ784形500番台，由4卡增至5卡。
- 2003年（平成15年）9月15日：使用721系運行之快速「機場」的編成開始有以下變更[7]，直至2004年3月13日時間表修正後完成變更。
  - 721系電聯車增加「u座位」。引用4000、5000番台，使4號車全車為「u座位」。
  - 在自由席新型車廂引入無障礙設施，包括多功能廁所及輪椅空間（日语：車椅子スペース）。
- 2004年（平成16年）3月13日：在札幌站出發往新千歲機場列車之候車月台統一為5、6號月台。並在札幌站、新千歲機場站設置「u座位」専用的指定席售票機[8]。
- 2006年（平成18年）3月18日：在早上7時時段，增加1班列車在新千歲機場出發。晚間下行「機場」加停白石站。在小樽站出發往新千歲機場列車之候車月台統一為4、5號月台[9]。
- 2007年（平成19年）10月1日：開始引入789系1000番台行走來往旭川站之列車，與785系共同運用[10]。721系在前面與側面的列車類別和目的地顯示牌上使用新設計。往新千歲機場方向的顯示牌增加「飛機」記號。
- 2008年（平成20年）3月15日：由於羽田往新千歲航線提早首班班次，增加1班「機場」班次由新千歲機場出發，在晚上9時時段也增加1往返班次（直通特急「超級神威」）[11]。
- 2012年（平成24年）10月27日：設定每日1往返班次來往當別（直通札沼線（學園都市線）），在學園都市線內各站停車）[12][13]。
- 2013年（平成25年）11月1日：在減慢千歲線行走的特急列車最高時速，同日時間表修正[14]。當然預計「機場」的最高時速減至120km/h[15][16][17]，但當時並沒有這樣做[18]。
- 2014年（平成26年）
  - 7月19日：733系電聯車（3000番台）開始投入服務[19][20]。
  - 7月31日：終止在721系「u座位」中提供的電台文字廣播服務[19]。
  - 8月30日：列車最高時速減至120km/h[21][22]。
- 2016年（平成28年）3月26日：當日的時間表修正，不再與L特急「超級神威」直通運輸。在此之後，所有列車以3門6卡編成（721系或733系）運行[23][24][25]。

### 今後計劃
在2018年（平成30年）7月12日，JR北海道發表活用「平成30年度旅行環境整備事業費補助金」，快速「機場」車内將提供公眾無線Wi-Fi服務。在11月起開始陸續引入。預計在2020年夏季所有列車均可使用。
在2019年4月9日，發表「ＪＲ北海道集團長期經營願景等」，有以下計劃：
- 在2020年（令和2年）春天，每小時班次數目增加至5班
- 在2023年至2024年年度，「機場」列車由721系更新至733系
- 檢討現時列車由6卡編成是否應增至7卡編成

在2019年9月11日公布2020年春天時間表修正。除了上文提及增加班次（每小時由4班加至5班）外。另外新設特別快速2往返班次，來往札幌站至新千歲機場站，途中只停新札幌站和南千歲站。在2019年12月13日，再次發表在2020年3月14日的時間表修正中，表示在通勤尖峰時間將通勤乘客與機場乘客分離，特別快速列車在早上前往新千歲機場，晚間前往札幌。另外，在早上6時加設快速「機場」由札幌站前往機場。

## 注腳

## 相關項目
- 日本列車愛稱一覽
- 機場聯絡軌道系統

## 外部連結
- 北海道旅客鐵道
  - 鐵路相關情報 新千歲機場→札幌 最快37分鐘。快速機場 （页面存档备份，存于）（日語）
  - 列車
    - 快速機場（721系・733系）｜車輛介紹 （页面存档备份，存于）（日語）